# Aeroportul Kangiqsualujjuaq (Georges River)
Aeroportul Kangiqsualujjuaq (Georges River) (IATA: XGR, ICAO: CYLU) este un aeroport din Provincia Québec, Canada ce deservește zona Kangiqsualujjuaq⁠(d). A fost numit după zona deservită.
Situat la o altitudine de 66 m, aeroportul dispune de o singură pistă.